# Jérémie Warnia
Pas d'image ? Cliquez ici
Jérémie Warnia est un pilote de quad français, né le 26 avril 1987 à Gassin dans le département du Var. Il est six fois vainqueur de la Quaduropale du Touquet entre 2010 et 2017.

## Biographie
Enfance
Jérémie Warnia naît le 26 avril 1987 à Gassin. Enfant, il accompagne son père qui participe au Trophée Andros et à des courses d’autocross. À onze ans, il débute en karting et roule déjà en quad. Une rencontre avec Stéphane Peterhansel est le déclencheur de sa carrière sportive : encouragé à participer au Yamaha Off-road, Jérémie s’impose en catégorie amateur sur son Yamaha Banshee.
Débuts en compétition
| Image externe |                                |
|               | Jérémie Warnia, photo de 2017. |

En 2004, 2005 et 2007 il remporte le Championnat de France de Superquader et en 2006 le titre de Champion d’Espagne.
Jérémie Warnia va ensuite s’expatrier aux États-Unis à Lake Elsinore en Californie entre 2008 et 2011 d’où il ramènera 4 titres majeurs. Il reste à ce jour le seul pilote Français à avoir décroché des titres de l'autre côté de l'Atlantique, en remportant le Championnat ITP Open Pro 2009, et le Championnat WORCS en 2011.

### Palmarès
- 2004 : 
  - Champion de France Superquader

- 2005 :
  - Champion de France Superquader

- 2006 :	
  - Champion d'Espagne Quad Cross
  - Vice-Champion de France Quad Cross

- 2007 :	
  - 2e du Weston Beach Race
  - Vainqueur de la Ronde des sables de Loon-Plage
  - Vice-champion d'Europe
  - Champion de France Superquader

- 2008 :	
  - Vainqueur à Arras
  - Vainqueur de la Ronde des sables d’Hossegor[4]
  - Vainqueur du Weston Beach Race
  - Vice-Champion de France Cross

- 2009 :	
  - Vice-champion ITP PRO 450 Production
  - Champion ITP OPEN PRO
  - 3e Championnat WORCS

- 2010 :	
  - Vainqueur du Quaduropale du Touquet[5]
  - Vainqueur Hossegor

- 2011 :	
  - Vainqueur du Quaduropale du Touquet
  - Champion WORCS

- 2012 :	
  - Vainqueur du Quaduropale du Touquet
  - Champion d'Europe des nations de quad par équipe[6] (vainqueur du Quadcross of Nations (en) avec Romain Couprie et Matthieu Ternynck)
  - Champion de France Quad Cross
  - Champion d'Europe Quad Cross

- 2013 :	
  - Champion de France Quad Cross Élite[7]
  - Champion d'Europe Quad Cross
  - Vainqueur du Super ATV del Verano en Argentine

- 2014 :	
  - Vainqueur de la GURP TT de Grayan-et-l'Hôpital (Gironde) (Yamaha)
  - Vainqueur de l'épreuve d'Hossegor (Yamaha)
  - 2e du Championnat de France des sables (Yamaha)
  - Vainqueur de l'épreuve de Grittenham - Championnat d'Angleterre (Yamaha)
  - 3e des 12H de Tuques (Québec) - équipage Leblanc/Warnia/Caplette (Yamaha)
  - 2e du Quad Cross des Nations (Warnia/Couprie/Cheurlin)
  - Vainqueur du Beach-Cross de Berck (Yamaha)
  - Vainqueur des 12H de Pont de Vaux - équipage Warnia/Couprie (Yamaha)
  - Vainqueur de l'épreuve de St-Léger de Balson (Yamaha)

- 2015 :	
  - Champion de France Quad Cross Élite
  - 3e de la GURP TT de Grayan-et-l'Hôpital (Yamaha)
  - Vainqueur d'Hossegor (Yamaha)
  - Vainqueur du Quaduropale du Touquet (Yamaha)
  - Champion de France de courses sur sable (Yamaha)
  - Vainqueur du Beach-Cross de Berck (Yamaha)
  - 6e de la Ronde des sables de Loon-Plage (Yamaha)
  - Vainqueur de l'Endurance des Lagunes de Saint-Léger-de-Balson (Yamaha)
  - Vainqueur de la Ronde des sables d'Hossegor-Capbreton (Yamaha)

- 2016 :	
  - Vainqueur du Quaduropale du Touquet (Yamaha)[8]
  - 2e de la GURP TT de Grayan-et-l'Hôpital (Yamaha)
  - Champion de France Quad cross Elite
  - Champion de France de courses sur sable

- 2017 :
  - Vainqueur du Quaduropale du Touquet, il égale Romain Couprie avec six victoires[9].
  - 7e victoire du Beach-Cross de Berck[10]

- 2018 :
  - Deuxième du Rallye de Côte d'Ivoire sur SSV Yamaha devant Stéphane Peterhansel[11]
  - Vainqueur du Mondial d'endurance de Quad-12 Heures de Pont-de-Vaux[12]

- 2021 :
  - 36e en catégorie SSV au rallye Dakar

## Pour approfondir

### Vidéo INA
« Interview de Jérémie Warnia vainqueur du quaduro 2012 » [vidéo], sur ina.fr, Radio France, 4 février 2012